# Pithiviers (transitläger)

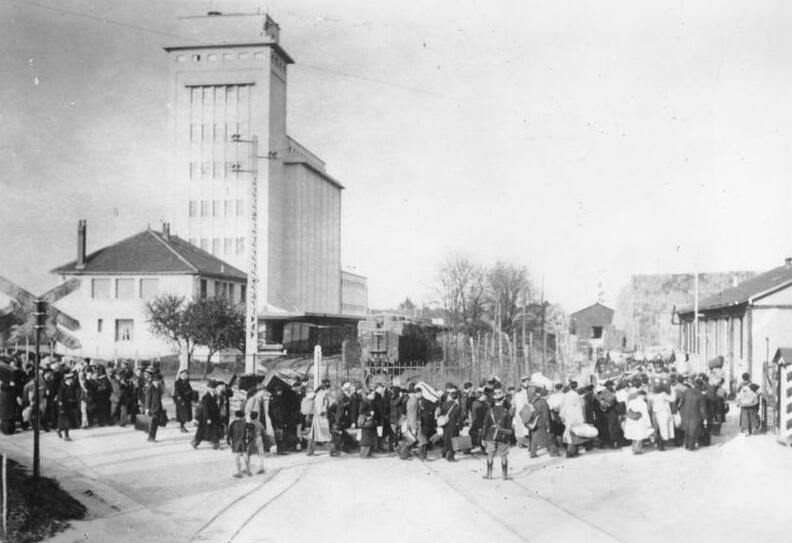
Anhållna anländer till transitlägret Pithiviers 1941

Transitlägret Pithiviers var ett franskt läger för uppsamling av judar och utlänningar för vidare transport till tyska koncentrationsläger. Lägret låg vid den franska staden Pithiviers i departementet Loiret, cirka 5 mil söder om Paris.
Lägret byggdes av fransmännen vid andra världskrigets början avsett som ett läger för tyska krigsfångar men efter Frankrikes kapitulation 1940 användes det av Vichyregimen och den tyska ockupationsmakten som uppsamlings- och transitläger för judar och utlänningar som sändes vidare till tyska koncentrationsläger och utrotningsläger.
Av de tågkonvojer som lämnade Pithiviers med Auschwitz som slutstation är ”6:e konvojen” som avgick 17 juli 1942 mest omtalad på grund av att den innehöll ett stort antal kvinnor och barn.
1943 blev lägret i Pithiviers ett interneringsläger för politiska fångar.
Under andra världskriget fanns det en mängd interneringsläger och uppsamlingsläger både i Vichyfrankrike och i tyskockuperade Frankrike. De största lägren fanns i Drancy, Montreuil-Bellay, Angoulème, Rennes, Poitiers och Compiègne.